# Косарі (станція)
Косарі́ — проміжна залізнична станція Шевченківської дирекції Одеської залізниці на лінії Імені Тараса Шевченка — Чорноліська між станціями Кам'янка (8 км) та Фундукліївка (7 км). Розташована в однойменному селі Черкаського району Черкаської області.

## Пасажирське сполучення
На станції Косарі зупиняються приміські поїзди до станцій Імені Тараса Шевченка, Цвіткове, Знам'янки.